# Divize D 1977/1978
V soubojích 13. ročníku Moravskoslezské divize D 1977/78 (jedna ze skupin 3. fotbalové ligy) se utkalo 16 týmů každý s každým dvoukolovým systémem podzim–jaro. Tento ročník začal v srpnu 1977 a skončil v červnu 1978.
Před sezonou proběhla reorganizace nižších soutěží, přičemž Divize D se stala jednou ze skupin 3. nejvyšší soutěže, krajské přebory byly 4. stupněm (takto tomu bylo i v období 1965–1969 a naposled v sezoně 1980/81).

## Nové týmy v sezoně 1977/78
- Ze III. ligy – sk. B 1976/77 sestoupila do Divize D mužstva TJ Slovácká Slavia Uherské Hradiště, TJ Železárny Prostějov a TJ Slezan Frýdek-Místek.
- Z Jihomoravského krajského přeboru 1976/77 postoupilo vítězné mužstvo TJ Tatran Poštorná.[1]
- Ze Severomoravského krajského přeboru 1976/77 postoupilo vítězné mužstvo TJ TŽ Třinec „B“.

## Konečná tabulka
Zdroj: 
| Poř. | Tým                                     | Z  | V  | R  | P  | VG | OG | B  |
| ---- | --------------------------------------- | -- | -- | -- | -- | -- | -- | -- |
| 1.   | TJ Slezan Frýdek-Místek (S)             | 30 | 21 | 5  | 4  | 65 | 17 | 47 |
| 2.   | TJ Železárny Prostějov (S)              | 30 | 16 | 7  | 7  | 56 | 34 | 39 |
| 3.   | TJ Spartak Uherský Brod                 | 30 | 13 | 9  | 8  | 39 | 29 | 35 |
| 4.   | TJ Slovácká Slavia Uherské Hradiště (S) | 30 | 13 | 8  | 9  | 41 | 31 | 34 |
| 5.   | TJ Veselí nad Moravou                   | 30 | 13 | 7  | 10 | 38 | 35 | 33 |
| 6.   | TJ Baník Horní Suchá                    | 30 | 13 | 6  | 11 | 36 | 26 | 32 |
| 7.   | TJ Zetor Brno                           | 30 | 11 | 10 | 9  | 35 | 39 | 32 |
| 8.   | TJ US Uničov                            | 30 | 10 | 10 | 10 | 34 | 31 | 30 |
| 9.   | TJ Slavia Kroměříž                      | 30 | 11 | 7  | 12 | 39 | 47 | 29 |
| 10.  | TJ Fatra Napajedla                      | 30 | 9  | 10 | 11 | 27 | 35 | 28 |
| 11.  | TJ TŽ Třinec „B“ (N)                    | 30 | 8  | 10 | 12 | 29 | 35 | 26 |
| 12.  | TJ Baník 1. máj Karviná                 | 30 | 9  | 8  | 13 | 25 | 35 | 26 |
| 13.  | TJ VOKD Poruba „B“                      | 30 | 6  | 13 | 11 | 28 | 35 | 25 |
| 14.  | TJ Modeta Jihlava                       | 30 | 8  | 9  | 13 | 34 | 51 | 25 |
| 15.  | TJ Tatran Poštorná (N)                  | 30 | 7  | 8  | 15 | 32 | 53 | 22 |
| 16.  | TJ Jiskra Otrokovice                    | 30 | 5  | 7  | 18 | 16 | 41 | 17 |

Poznámky:
- Z = Odehrané zápasy; V = Vítězství; R = Remízy; P = Prohry; VG = Vstřelené góly; OG = Obdržené góly; B = Body; (S) = Mužstvo sestoupivší z vyšší soutěže; (N) = Mužstvo postoupivší z nižší soutěže (nováček)
- Po sezoně 1976/77 byla plošně zrušena B-mužstva prvoligových oddílů. Aby neztratil svoje místo ve 3. nejvyšší soutěži, přenechal je ostravský Baník Porubě, kam také přestoupili všichni hráči, aby zde vytvořili B-mužstvo (neligová mužstva směla mít záložní týmy). ČNFL – sk. B 1977/78 (3. nejvyšší soutěž) tak hrálo A-mužstvo TJ VOKD Poruba, jeho divizní místo zaujalo záložní mužstvo TJ VOKD Poruba „B“.

|  | Postup do II. ligy – sk. B 1978/79                 |
|  | Sestup do Jihomoravského krajského přeboru 1978/79 |